# Snelweg des Doods

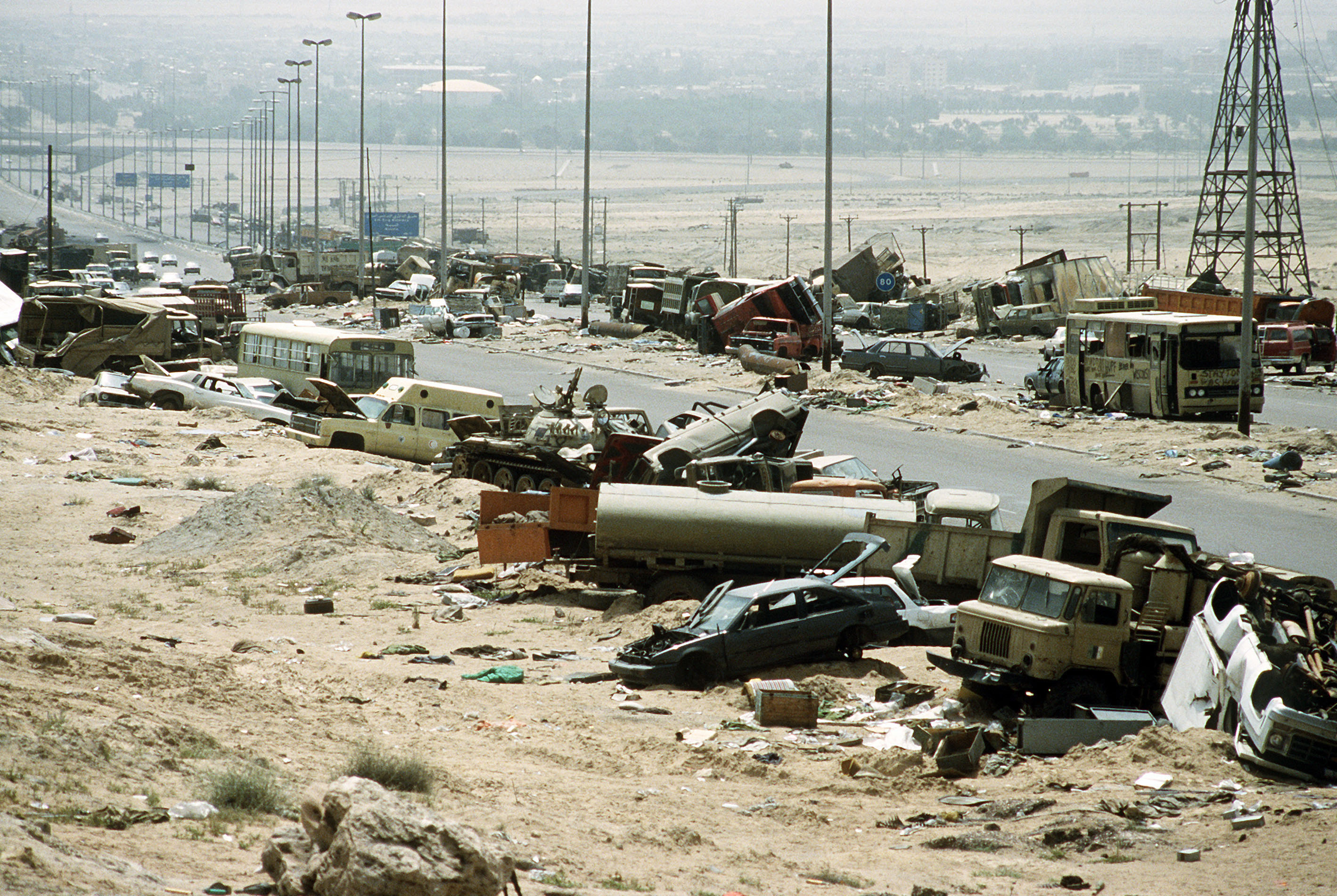
Autowrakken langs de Snelweg des Doods

Snelweg des Doods (Engels: Highway of Death) is de naam die gegeven wordt aan de weg tussen Koeweit en Basra waar terugtrekkende Iraakse troepen werden aangevallen door de Amerikaanse luchtmacht en grondtroepen tijdens de Golfoorlog.
Het incident vond plaats in de nacht van 26 op 27 februari 1991 en leidde tot honderden vernielde voertuigen en een onbekend aantal slachtoffers onder militairen en burgers. 
De snelweg staat officieel bekend als Snelweg 80 en is enkele jaren later gerepareerd. De weg is later gebruikt tijdens de invasie van 2003 door Amerikaanse en Britse troepen. 